# Schönermark
Schönermark  est une commune de Brandebourg (Allemagne), située dans l'arrondissement de Haute-Havel.

## Démographie
| Année | Population |
| ----- | ---------- |
| 1875  | 246        |
| 1890  | 270        |
| 1910  | 277        |
| 1925  | 324        |
| 1933  | 334        |
| 1939  | 327        |
| 1946  | 525        |
| 1950  | 530        |
| 1964  | 389        |
| 1971  | 403        |

| Année | Population |
| ----- | ---------- |
| 1981  | 379        |
| 1985  | 486        |
| 1989  | 486        |
| 1990  | 494        |
| 1991  | 485        |
| 1992  | 496        |
| 1993  | 479        |
| 1994  | 466        |
| 1995  | 459        |
| 1996  | 489        |

| Année | Population |
| ----- | ---------- |
| 1997  | 463        |
| 1998  | 474        |
| 1999  | 486        |
| 2000  | 496        |
| 2001  | 523        |
| 2002  | 522        |
| 2003  | 521        |
| 2004  | 502        |
| 2005  | 499        |
| 2006  | 481        |

| Année | Population |
| ----- | ---------- |
| 2007  | 459        |
| 2008  | 449        |
| 2009  | 451        |
| 2010  | 429        |
| 2011  | 432        |
| 2012  | 430        |
| 2013  | 432        |
| 2014  | 415        |
| 2015  | 446        |
| 2016  | 449        |

| Année | Population |
| ----- | ---------- |
| 2017  | 451        |
| 2018  | 449        |
| 2019  | 459        |
| 2020  | 451        |